# Hogar Leonés de Bilbao
Hogar Leonés de Bilbao es  una institución ubicada en Bilbao. El Hogar Leonés se fundó en 1930 por Valeriano González González entre otros, cuyo fin era generar un  centro aglutinador de encuentros y vinculación, especialmente afectiva, a la tierra de sus orígenes, León. El presidente de la institución fue Valeriano González desde los inicios hasta su fallecimiento en el año 1970. Desde principios del siglo XXI hasta el año 2024 ha sido Ángel Muñiz Fernández.
Eran muchos los leones que emigraron a Vizcaya en busca de trabajo. Fue el lugar de encuentro para muchos inmigrantes leoneses. Gracias al Tren de la Robla que transportaba el carbón para la siderurgia vizcaína llegaron muchos inmigrantes en dicho tren. Esta sociedad se creó con las aportaciones de sus socios

Valeriano González en el centro en la Catedral de Bilbao a final de los años 50.

Autoridades en la Catedral de Bilbao años 50.

Valeriano González en la Catedral de León

Estuvo ubicado el Hogar Leonés en la calle Bidebarrieta 14 de Bilbao, en el casco viejo, junto a la catedral. El dia del santo de León, San Froilán, se celebraba una misa en la Catedral de Bilbao con la asistencia de las autoridades locales.  
Valeriano González fue uno de los presidentes que estuvo más años al frente de la institución desde su fundación hasta su fallecimiento en el año 1970. Se le homenajeó con una placa en la sede del Hogar Leonés a finales de los años 50. 
Desde sus inicios, el fin era reunir a los leoneses de Bilbao en el recuerdo de su tierra natal e invitar a los demás a conocer la cultura leonesa, realizando una labor de hermanamiento entre la cultura vasca y la leonesa.
El fin de la asociación se basa en realizar actividades culturales y de ocio, desde bailes de salón, salas de juego, hasta proyecciones de películas y documentales, conferencias, presentaciones de libros etc. 
La relación entre las tierras vascas y leonesas siempre ha sido muy estrecha, también en León hay muchas industrias con apellidos vascos.